# Alfred Redl
Alfred Redl (* 14. März 1864 in Lemberg, Galizien; † 25. Mai 1913 in Wien) war ein österreichischer Nachrichtenoffizier, der in der Zeit der politischen Spannungen in Europa und des Balkankriegs militärische Geheimnisse der österreich-ungarischen Armee an Russland, Italien und Frankreich verriet. Während des größten Teils seiner Dienstzeit war er in leitender Stellung im k.u.k. militärischen Nachrichtendienst Evidenzbüro tätig und bekleidete zuletzt den Rang eines Obersts und Generalstabschefs des VIII. Korps in Prag. Dank seines Zuganges zu fast allen geheimen Unterlagen der Armee konnte er zu einem der wichtigsten Spione des russischen Geheimdienstes werden. Zuletzt verriet er Staatsgeheimnisse auch an den italienischen und französischen Geheimdienst. Redl beging im Zuge seiner Enttarnung Suizid.

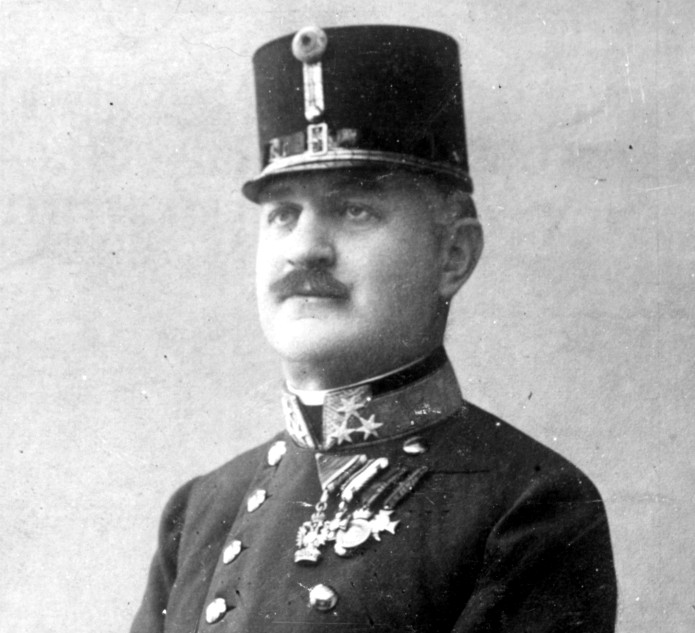
Alfred Redl als Oberst im Generalstab (ca. 1912)

## Herkunft, Jugend und Ausbildung
Alfred Redl wurde 1864 als viertes von neun Kindern der Eheleute Franz und Mathilde Redl geboren (manche Quellen nennen nur sieben Kinder). Sein Geburtsort Lemberg war die Hauptstadt des damaligen österreichischen Kronlandes Galizien und Lodomerien. Redls 1820 geborener Vater hatte im k.u.k. Infanterieregiment „Hoch- und Deutschmeister“ Nr. 4 gedient, war dort aber nicht über den damals niedersten Offiziersrang Unterlieutenant 2. Classe hinausgekommen. Weil er die von Offizieren zu ihrer Hochzeit geforderte Heiratskaution nicht aufbringen konnte, musste Franz Redl mit 31 Jahren die Armee verlassen. Er wechselte zur damals noch privaten k.k. priv. Carl-Ludwig-Bahn, bei der er zeitlebens angestellt blieb. Dienstort war Lemberg. Zum Zeitpunkt der Geburt seines Sohnes Alfred war Franz Redl als Expeditor 2. Classe in der Materialverwaltung tätig, mit 700 Gulden Jahresgehalt. Als Stationsvorstand erhielt Franz Redl 1867 für seine Verdienste während des Deutsch-Deutschen Krieges 1866 das Goldene Verdienstkreuz. Als er 1875 mit 55 Jahren starb, hielt Franz Redl im Lemberger Material-Magazin den Rang eines Offizials mit 2400 Gulden Gehalt. Das entsprach etwa Rang und Gage eines Oberstleutnants der Armee. Fortan lebte die Familie von der vergleichsweise bescheidenen Witwenpension der Mutter.
Franz Redls Kinder waren alle beruflich erfolgreich: Zwei seiner Söhne wurden Berufsoffiziere, einer Architekt, einer Jurist und einer Bahnbeamter wie sein Vater. Die beiden Töchter ergriffen den Lehrberuf. Die Tatsache, dass sich der Vater erfolgreich bemühte, die Kinder dreisprachig – polnisch, ruthenisch und deutsch – zu erziehen, sollte für die Karriere Alfred Redls entscheidende Bedeutung erlangen.
Alfred Redl trat nach dem Besuch der Unterrealschule im Alter von fünfzehn Jahren in die k.k. Kadettenschule Karthaus ein, die in einem Vorort von Brünn gelegen war. Als Sohn eines ehemaligen Offiziers war für ihn der Besuch kostenfrei. 1883 verließ er Karthaus als Kadett-Offiziersstellvertreter mit „sehr gutem Erfolg“. Nach vierjähriger Truppenverwendung beim Infanterieregiment Nr. 9 in Lemberg wurde er mit Wirkung zum 1. Juni 1887 „vom Offizierskorps der Beförderung zum Leutnant für würdig empfunden“. Mit einer überdurchschnittlich guten Beurteilung seiner Vorgesetzten versehen bewarb er sich 1892, gemeinsam mit mehreren hundert anderen Bewerbern, um Zulassung an der k.u.k. Kriegsschule, der Ausbildungsstätte für Offiziere des Generalstabsdienstes. 1894 absolvierte er den Lehrgang erfolgreich.
Redl war homosexuell, was bei Bekanntwerden damals zur Entlassung aus dem Staatsdienst, gesellschaftlicher Ächtung und einem Gerichtsverfahren geführt hätte. Bereits vor seiner Einberufung musste er sich wegen einer syphilitischen Erkrankung in Behandlung begeben, die vor der Entdeckung von Antibiotika häufig einen chronischen und nicht selten tödlichen Verlauf nahm. 1892 war die Krankheit laut einer Dienstbeschreibung angeblich völlig geheilt. Redls Obduktion nach seinem Suizid ergab allerdings, dass er nicht nur chronisch erkrankt war, sondern auch nicht mehr lange zu leben gehabt hätte.

## Generalstab und Nachrichtendienst
Nach seinem Abgang von der Kriegsschule war Redl bis 1895 im Eisenbahnbüro tätig, einer Dienststelle, die sich mit Transport- und Aufmarschplanungen beschäftigte. Dabei ging es auch darum, die Bahnstrecken möglicher Kriegsgegner auszukundschaften. Von besonderer Bedeutung war diese Aufgabe in Russland, da dort Landkarten der Geheimhaltung unterlagen und der Verlauf von Bahnstrecken vielfach nur durch persönliche Bereisung festgestellt werden konnte.
Nach dieser relativ kurzen Dienstverwendung war Redl mehrere Jahre bei Truppenstäben eingesetzt, zunächst in Budapest, dann – bereits als Hauptmann – in seiner Heimatstadt Lemberg. 1899 wurde er auf Weisung des Chefs des Generalstabes Friedrich von Beck-Rzikowsky auf einen Sprachkurs nach Russland geschickt. In Kasan erwarb er dann jene Kenntnisse, die das Sprungbrett zu seiner Dienstverwendung in der „russischen Gruppe“ des Wiener Evidenzbüros im Generalstab waren, die im Jahr 1900 begann.
Das Evidenzbüro sammelte die aus den verschiedensten Quellen stammenden Meldungen militärischer Relevanz, die täglich dem Chef des Generalstabes und einmal wöchentlich dem Kaiser Franz Joseph I. (bis 1913 handschriftlich) vorgelegt werden mussten. Dafür standen 20 Offiziere zur Verfügung, ein Bruchteil dessen, worüber der deutsche, geschweige denn der russische Generalstab verfügten. Der Personal- und Geldmangel beruhte vor allem auf der Tatsache, dass das Evidenzbüro dem Außenministerium unterstand, das als eines der drei k.u.k. Ministerien von Ungarn mitfinanziert wurde, das den gemeinsamen Institutionen grundsätzlich nur minimale Mittel zubilligen wollte.
Redl stieg rasch auf. Nach wenigen Monaten wurde er in das Kundschaftsbüro versetzt, das für die nachrichtendienstliche Überwachung aller auswärtigen Staaten zuständig war. 1905 wurde er Major und übernahm 1907 die Leitung des Kundschaftsbüros. Wenige Monate später, im Oktober 1907, avancierte er zum stellvertretenden Leiter des Evidenzbüros, was ihn zu einem der engsten Vertrauten des Chefs des Generalstabs machte. Am 1. Mai 1909 stieg er zum Oberstleutnant auf, am 1. Mai 1912 zum Oberst. Am 18. Oktober desselben Jahres wurde Redl als Generalstabschef des VIII. Armeekorps nach Prag versetzt, das der ehemalige Evidenzbüro-Leiter Arthur Giesl von Gieslingen befehligte.

## Die „Affäre Redl“

### Redls Spionagetätigkeit
Lange Zeit wurde angenommen, dass die russische Ochrana, die damals federführend für die Auslandsspionage zuständig war und Büros in Moskau, Sankt Petersburg und dem damals russischen Warschau unterhielt, aktiv an Redl herangetreten sei. Für Österreich war die Ochrana-Abteilung in Warschau zuständig, die eine Stärke von 50 Mann hatte, 150 gehörten zur Reserve. Chef des Kundschafterwesens war Oberst Nikolai Stepanowitsch Batjuschin, der um 1901 einen perfekt Deutsch sprechenden Deutschbalten namens Pratt als „Urlauber“ nach Wien schickte, um einen möglichst hochrangigen Konfidenten des Wiener Evidenzbüros anzuwerben. Auf seiner Suche nach Schwachstellen im Privatleben dieser Offiziere wurde er 1903 angeblich bei Hauptmann Redl fündig, der zu dieser Zeit eine homosexuelle Beziehung mit einem Leutnant Meterling des Dragonerregimentes Nr. 3 führte. Pratt soll Redl damit erpresst und zur Spionage für die Ochrana genötigt haben.
Historiker vertreten inzwischen die Auffassung, dass eine solche Erpressung nie stattgefunden habe, da sich in den Quellen der Moskauer Archive keine Hinweise auf Redls Homosexualität finden, und dass die Initiative von Redl selbst ausgegangen sei, um seinen aufwändigen Lebensstil zu finanzieren. Möglicherweise war den russischen Agenten die Identität ihres Informanten nicht einmal bekannt, weil Redl den Kontakt verdeckt angebahnt hatte und die Übermittlung von Unterlagen und Geld immer per Post erfolgte. Zunächst wurde er vom russischen Militärattaché Baron de Roop betreut. Als de Roop das Land wegen Spionage verlassen musste, übernahm die Betreuung dessen Nachfolger Oberst Mitrofan Martschenko, der später aus dem gleichen Grund ausgewiesen wurde. Dieser urteilte über Redl im Oktober 1907 wie folgt:

„tückisch, verschlossen, konzentriert und pflichtbewusst, gutes Gedächtnis... Süße, weiche, sanfte Sprache, ... eher schlau und falsch, als intelligent und talentiert. Zyniker…“

Da die Russen Redl großzügig entlohnten, war er in der Lage, ein Leben zu führen, das sonst nur reichen Aristokraten oder Industriellen vorbehalten war. Er verkehrte grundsätzlich nur in Lokalen der gehobenen Klasse und leistete sich zwei teure Automobile, eigene Dienerschaft, Pferde, Apanagezahlungen an seine Liebhaber (zuletzt der Ulanenleutnant Stefan Horinka). Um seine Einnahmen zu erhöhen, begann er seine Unterlagen auch dem italienischen und dem französischen Geheimdienst anzubieten, wodurch er auf einen Jahresverdienst von etwa 50.000 Kronen kam. Zum Vergleich: Im Jahr 1909 bezog ein Oberstleutnant des k. u. k. Heeres (Rangklasse VII) eine jährliche Gage von 5.400 bis 6.200 Kronen. Ein Oberst (Rangklasse VI) verdiente 7.200 bis 8.800 Kronen. Jeweils nicht eingerechnet waren eventuelle Stellenzulagen, Mietzuschüsse, Futter- und Tischgelder etc.
Redl übergab nicht oft Unterlagen, wenn, dann waren sie aber umfangreich und von hoher militärischer Bedeutung für die Gegner der Monarchie. Er verriet so gut wie alles, was in der k.u.k. Armee der Geheimhaltung unterlag: Mobilmachungspläne, Truppenstärken, Inspektionsberichte, Festungspläne. Er fotografierte die Unterlagen und entwickelte die Aufnahmen selbst. Er enttarnte auch österreichische Spione, die in Russland allerdings nicht alle hingerichtet wurden, wie gelegentlich in Büchern über Redl behauptet wird. Darüber hinaus lancierte er im Generalstab falsche russische Berichte über die russische Truppenstärke, die Qualität der Truppen und die Dauer der Mobilmachung, die geringer dargestellt wurde.
Die Rückschläge, die der österreichische Kundschafterdienst erlitt, fielen natürlich auf. Redl und seine Auftraggeber verstanden es allerdings, diese Rückschläge durch vermeintlich „erfolgreiche Aktionen“ wettzumachen. Diese beruhten auf falschen russischen Geheimdokumenten und „enttarnten“ russischen Agenten, die für Redls Auftraggeber zur Belastung geworden waren und geopfert wurden. Unverständlich ist allerdings, dass man dem Ursprung seines öffentlich zur Schau getragenen Reichtums niemals ernsthaft auf den Grund ging. Der österreichische Nachrichtendienst begnügte sich mit der Erklärung von Redls Erbschaft, die in Wirklichkeit aber ganz unbedeutend war.
Einmal entging Redl nur mit Glück seiner Enttarnung. 1909 war Major Lelio Graf Spannocchi Militärattaché in St. Petersburg. Spannocchi hatte sich durch besondere Leistungen für diese Aufgabe qualifiziert und das Vertrauen des Kaisers erworben. In St. Petersburg freundete er sich mit dem britischen Militärattaché Guy Percy Wyndham (1865–1941) an, der ihm eines Tages anvertraute, dass ein hoher österreichischer Generalstabsoffizier den Russen alle militärischen Geheimnisse zuspiele, die sie haben wollten. Spannocchi teilte dies dem Chef des Evidenzbüros, Oberst Hordliczka mit, der diesem Verdacht aber nicht nachging und ihn – als Spannocchi nun dem Kriegsminister persönlich Bericht erstatten wollte – bat, sich nicht an diesen, sondern an Oberst Redl zu wenden. Diesem gelang es, gemeinsam mit den Russen, Spannocchi bloßzustellen, seine Abberufung aus Moskau zu erreichen und seiner Karriere einen Schaden zuzufügen, der allerdings nicht von Dauer war.

### Redls Enttarnung
Am 18. Oktober 1912 wurde Redl nach Prag versetzt, wo er als Generalstabschef des VIII. k.u.k. Korps eingesetzt wurde. Da er sich in seiner neuen Funktion kaum unauffällig mit Verbindungsleuten der Gegenseite treffen konnte, erfolgten die Geldsendungen zumeist per Post. Eine solche postlagernde Geldsendung, gerichtet an einen gewissen Nikon Nizetas, wurde vom Hauptpostamt Wien nach Ende der Behebungsfrist (Abholfrist) als unzustellbar an das Aufgabepostamt in Eydtkuhnen in Ostpreußen rückgesendet. Als man dort auf der Suche nach Hinweisen auf den Absender den Brief öffnete, kamen 6000 Kronen in Noten und Adressen zum Vorschein. Der Brief wurde an den deutschen Nachrichtendienst weitergeleitet. Major Walter Nicolai fand im Brief zwei den Preußen und Österreichern bekannte Spionageadressen und informierte den österreichischen Major i. G. Maximilian Ronge vom Evidenzbüro. Der Brief war aber durch die amtliche Öffnung mittlerweile dermaßen kompromittiert worden, dass der Empfänger annehmen musste, dass dessen Inhalt bekannt war. Major Ronge ließ einen neuen Brief verfassen, der von Major Nicolai in Berlin aufgegeben wurde. Der Chef der Staatspolizei Edmund von Gayer ließ den Schalter für postlagernde Briefe im Postamt am Fleischmarkt über einen Monat lang überwachen. Seine einzige Hoffnung war, dass der Empfänger nochmals nach dem Brief fragen werde. Als Redl am 25. Mai 1913 den Brief abholte, wurde er verfolgt und anhand der handschriftlich ausgefüllten Abhol- und Aufgabescheine, die er weggeworfen hatte, als Adressat eindeutig identifiziert.

### Vertuschungsversuch des Generalstabes
Für den Chef des k.u.k. Generalstabes, Franz Conrad von Hötzendorf, der in Ungarn, aber auch im Außenministerium ohnehin umstritten war, bedeutete dies einen doppelten Schlag. Neben dem Geheimnisverrat drohte ein peinlicher Prozess, der die Versäumnisse des Generalstabes bei der Sicherheitsüberprüfung von Offizieren in Schlüsselpositionen aufgezeigt und den Ungarn viel Munition geliefert hätte, die letztendlich zu seiner Abberufung hätte führen können. Er befahl deshalb absolute Geheimhaltung. Eine Offiziersdelegation sollte Redl in seinem Domizil (dem Hotel Klomser in der Wiener Herrengasse) aufsuchen und ihn verhaften. Die Delegation, bestehend aus dem stellvertretenden Generalstabschef der k.u.k. Armee, Generalmajor Franz Höfer von Feldsturm, den Evidenzbüro-Mitgliedern Urbanski und Ronge sowie dem Militärrichter (Auditor) Wenzel Vorlicek, fand Redl, der seine Enttarnung schon vermutete, bei Suizidvorbereitungen in seinem Hotelzimmer.

„Ich weiß schon, weshalb die Herren kommen. Ich bin das Opfer einer unseligen Leidenschaft; ich weiß, dass ich mein Leben verwirkt habe, und bitte um eine Waffe, um mein Dasein beschließen zu können.“

Er gestand seinem ehemaligen Mitarbeiter Ronge, dass er „in den Jahren 1910 und 1911 fremde Staaten im Großen bedient“ und ohne Komplizen gearbeitet habe. Ronge holte eigens eine Pistole und ein Päckchen Gift aus seinem Büro, und man zog sich dann zurück, um „dem Verbrecher sodann die Möglichkeit zu geben, seinem Leben ein rasches Ende zu bereiten“. In den Morgenstunden fand man ihn tot vor. Conrad berichtete Thronfolger Erzherzog Franz Ferdinand, dem Generalinspektor der k.u.k. Armee, per Telegramm, Redl habe sich „aus bisher unbekannter Ursache“ erschossen. Der Kaiser wurde in ähnlicher Form informiert. Eine ähnliche Depesche ging am 26. Mai an die Presse.
Allerdings spekulierten Zeitungen bereits am gleichen Tag über „Nervenleiden“ oder „nervöse Zerrüttung“ als Ursache des Suizids.

„Einer der tüchtigsten und bekanntesten Offiziere des Generalstabes, Oberst Alfred Redl, Generalstabschef des 8. Korps in Prag, hat Samstag nacht in einem Hotel in der Innern Stadt Selbstmord begangen. Der hochbegabte Offizier, dem noch eine große Carriere bevorstand, hat sich, wie man glaubt, in einem durch geistige Ueberanstrengung hervorgerufenen Zustande hochgradiger Neurasthenie durch einen Schuß in den Mund getötet.“

### Aufdeckung des Falles in der Öffentlichkeit
Die mit der Untersuchung des Falles betraute Kommission (Höfer-Feldsturm, Urbanski, Ronge, Vorlicek) wurde unverzüglich per Schnellzug von Wien nach Prag geschickt, um Redls Unterkunft zu untersuchen und Spuren zu sichern.
Laut der Darstellung des Journalisten Egon Erwin Kisch traf die Kommission um die Mittagszeit des Suizidtages in Prag ein. Da es Sonntag war, konnte man keinen beamteten Schlosser auftreiben, der Türen und andere verschlossene Behältnisse öffnen konnte. Man holte deshalb einen zivilen Schlosser, der diese Arbeit verrichtete. Dieser gehörte der Fußballmannschaft des DBC Sturm Prag an und versäumte durch den Auftrag ein wichtiges Spiel, weshalb er von Kisch, damals Lokalreporter bei der deutschsprachigen Prager Zeitung Bohemia und Ehrenobmann des DBC Sturm Prag, gerügt wurde. Als Kisch den Grund des Fernbleibens in allen Einzelheiten erfuhr, erkannte er, dass es sich bei dem Wohnungsinhaber nur um Oberst Redl handeln konnte, dessen Tod die Zeitungen gerade gemeldet hatten. Den Angaben des Schlossers ließ sich entnehmen, dass Spionage und Homosexualität im Spiel waren. Aufgrund der Zensur konnte Kisch diese Sensationsmeldung lediglich in Form eines Dementis angeblich falscher Fakten bringen, sie erschien in Fettdruck auf der Titelseite der Montagausgabe der Bohemia:

„Von hoher Stelle werden wir um Widerlegung der speziell in Militärkreisen aufgetauchten Gerüchte ersucht, dass der Generalstabschef des Prager Korps, Oberst Alfred Redl, der vorgestern in Wien Selbstmord verübte, einen Verrat militärischer Geheimnisse begangen und für Russland Spionage getrieben habe.“

Dieser Bericht sorgte für großes Aufsehen; auch Kaiser und Thronfolger erfuhren erst auf diese Weise von Redls Verrat. Ein Heer von Reportern begann sich mit dem Fall zu befassen. Die Darstellung Kischs, er sei alleine für die Aufdeckung verantwortlich gewesen, wird von vielen Seiten bezweifelt. Obwohl Egon Erwin Kischs Hinweis auf den Fall Redl in der Prager Tageszeitung Bohemia nachzulesen ist, behauptet das Lexikon der Spionage im 20. Jahrhundert fälschlich:

„Die angebliche Beteiligung des Reporters Egon Erwin Kisch (Prager Bohemia und Auslandskorrespondent des 'Berliner Tagblattes') an der Aufdeckung beruht auf seiner eigenen späteren Darstellung, für die es keine Beweise gibt.“

Die Darstellung von Kisch, über den Prager Schlosser auf die Affäre aufmerksam geworden zu sein, ist nach Recherchen von Michael Horowitz eine Erfindung Kischs, um einen hochrangigen Informanten zu schützen.
Das Kriegsministerium reagierte erst drei Tage später mit der Meldung, Redl habe sich das Leben genommen, „als man im Begriffe war, ihn wegen homosexueller Verfehlungen und Geheimnisverrat an fremde Mächte zu überführen“. Auch später noch verschwieg das Ministerium die Tatsache, dass man Redl zum Selbstmord gedrängt und dadurch eine lückenlose Aufklärung des Falles verhindert hatte. Der Leiter des Evidenzbüros, Urbanski, behauptete später, er habe einen schonungslosen Bericht abgeliefert, dieser sei jedoch von der Militärkanzlei des Thronfolgers verharmlost worden. Ein weiterer Skandal wurde publik, als ein Jugendlicher den Fotoapparat Redls erwarb und darin Aufnahmen streng geheimer militärischer Unterlagen fand. Sie waren bei der Durchsuchung von Redls Prager Wohnung übersehen worden.
Das österreichische Abwehramt stellte bei der Aufarbeitung des Falles fest, dass Redls Konto bei der Neuen Wiener Sparkasse seit Anfang 1907 in auffallend schneller Folge Einlagen verzeichnete: von 1905 bis 1913 insgesamt 116.700 Kronen. Der Zeitraum und die Höhe der Einlagen legen nahe, dass Redls Verratshandlungen länger dauerten und bedeutender waren, als er sie kurz vor seinem Tod eingeräumt hatte. Eine endgültige Klärung war wegen Redls Tod nicht mehr möglich.
Alfred Redls Leiche wurde am 28. Mai 1913 im Garnisonsspital I aufgebahrt. Einen Tag später erfolgte auf dem Wiener Zentralfriedhof seine Beisetzung, die man unter weitgehendem Ausschluss der Öffentlichkeit durchführen wollte:

„Es wurde kein Kondukt beigestellt, kein Offizier erschien als Leidtragender, nicht einmal die Sargträger waren Soldaten, sondern Bedienstete der städtischen Leichenbestattung. Um ¾ 1 Uhr fuhr ein zweispänniger Leichenwagen einfachster Klasse vor und blieb nicht, wie es sonst üblich ist, vor dem Tore stehen, sondern fuhr in den Leichenhof hinein, dessen Tor rasch wieder geschlossen wurde. Diese ungewöhnlichen Vorgänge weckten die Neugierde der Passanten und bald hatte sich vor dem Garnisonsipitale eine zahlreiche Menschenmenge angesammelt. Nur die Angehörigen und einige ihnen befreundete Personen wohnten der Einsegnung bei. Wenige Kränze schmückten den Sarg, der, in ein schwarzes Bahrtuch eingehüllt, aus offenem Leichenwagen auf den Zentralfriedhof zur Beerdigung überführt wurde.“

Die Beisetzung erfolgte in einem Grab ohne Grabstein (in der Gruppe 79, Reihe 27, Nummer 38). Seine Grabstätte wurde in der Folge von wütenden Bürgern geschändet. Nachdem der Skandal abgeflaut war, wurde ein Grabstein aufgestellt. Dieser wurde 1944 von Nationalsozialisten entfernt. Heute ist das Grab offiziell aufgelassen und neu belegt. Seine Gebeine ruhen immer noch dort.

### Militärische Auswirkungen
Als man in Redls Privaträumen die Kriegsordre de Bataille, die Mobilisierungsanweisungen für alle Eventualfälle, das Reservathandbuch, Maßnahmen der Spionageabwehr in Galizien, Deckadressen fremder Generalstäbe, Spionagekorrespondenzen, Dokumente über das Kundschafterwesen und anderes mehr gefunden hatte, ging man vom größten anzunehmenden Schaden – dem Verrat der österreichischen Aufmarschplanung gegen Russland – aus. Die gefundenen Unterlagen stellten die erforderlichen Kräfte zur Eröffnung von kriegerischen Operationen und ihre Verteilung im Raum dar. Diese Annahme wurde durch russische Historiker inzwischen bestätigt.
Nach der Aufdeckung der Affäre bemühte sich der österreichische Geheimdienst nach Kräften, sie in der Öffentlichkeit herunterzuspielen. Es wurde von einer ersten Spur im März 1912 gesprochen, Redls gesteigerter Geldbedarf in „Zusammenhang mit seiner verhängnisvollen Leidenschaft“ gesetzt und durch einen veröffentlichten Obduktionsbericht eine krankhafte Veränderung seines Gehirns behauptet. Gleichzeitig wurde versucht, die Aufmarschplanung zu ändern und der russischen Seite zu suggerieren, die verratenen Pläne hätten noch Geltung.
Viele Historiker nehmen an, dass Redls Verrat zu den verheerenden Niederlagen Österreich-Ungarns während der ersten Monate des Ersten Weltkriegs zumindest beigetragen hat, da die verratenen Pläne sehr umfangreich waren und in der kurzen Zeit zwischen seinem Tod und dem Ausbruch des Weltkriegs nicht völlig umgestellt werden konnten. Da Redl außerdem österreichische und deutsche Spione in Russland auffliegen ließ und so die massive Aufrüstung der russischen Armee nach Kräften abschirmte, erhielt Österreich-Ungarn eine viel zu optimistische Vorstellung von den Kräfteverhältnissen. Der österreichische Abgeordnete zum Reichsrat Graf Adalbert Sternberg äußerte sich nach dem Ersten Weltkrieg hierzu (und im Hinblick auf den Verrat Redls an dem russischen Oberst im Generalstab Kyrill Petrowitsch Laikow, der Österreich nicht weniger als den gesamten russischen Aufmarschplan angeboten haben soll) wie folgt:

„Dieser Schurke [Redl] hat jeden österreichischen Spion denunziert, denn der Fall des russischen Obersten [Laikow] wiederholte sich mehrmals. Redl lieferte unsere Geheimnisse den Russen aus und verhinderte, dass wir die russischen Geheimnisse durch Spione erfuhren. So blieb den Österreichern und Deutschen im Jahre 1914 angeblich die Existenz von 75 Divisionen, die mehr als die gesamte österreichisch-ungarische Armee ausmachten, unbekannt…“

Von Sternberg geht so weit, die Folgen des Falles Redl wie folgt zu analysieren:

„Hätten wir klargesehen, dann hätten unsere Generäle den Hofwürdenträger nicht zur Kriegserklärung getrieben.“

Spionagehistoriker wie CIA-Chef Allen Dulles und der sowjetische General Michail Milstein bezeichneten Redl übereinstimmend als „Erzverräter“, der zu österreichisch-ungarischen Niederlagen in den ersten Kriegsmonaten beigetragen habe, allerdings ohne genauere Ausführungen.
Andererseits vertraute der zaristische Generalstab offenbar ebenfalls auf die unveränderte Gültigkeit des von ihm gekauften Aufmarschplans und war überrascht, als die österreich-ungarische Hauptmacht 100 bis 200 km weiter westlich als angenommen vordrang, was zu den österreichischen Erfolgen in den Schlachten von Kraśnik und Komarów führte.
Andere Historiker kommen zu dem Ergebnis, Redl habe überhaupt keine bedeutende Rolle gespielt, sei aber als „Sündenbock“ für Niederlagen der österreichisch-ungarischen Armee nützlich gewesen. In diesem Sinn argumentiert der englisch-australische Spionageautor Philip Knightley. Die Darstellung, Redl sei an den vernichtenden Niederlagen der österreichisch-ungarischen Armee in der ersten Phase des Krieges mit Russland schuld gewesen, wird von ihm als sehr vage und im Grunde nicht bewiesen beschrieben. Der Schaden, den Redl der Operationsplanung zufügte, ist bis heute umstritten, es spricht aber inzwischen mehr dafür, dass die Informationen für seine russischen Geldgeber letztlich keinen entscheidenden Wert hatten.
Zu einem ähnlichen und auf eine weit breitere Quellenbasis gestützten Urteil gelangten auch Leidinger und Moritz in der bislang jüngsten Studie zum Fall Redl. Zwar halten sie es für erwiesen, dass die russische Armee durch Spione wie Redl „am Vorabend des Ersten Weltkriegs über einen für die k.u.k. Armee besorgniserregenden Kenntnisstand“ verfügte, dieses Faktum dürfe aber auch nicht überbewertet werden. Einerseits wurden zahlreiche Weisungen und Aufmarschelaborate für die Truppen nach der „Affäre Redl“ neu bearbeitet, andererseits waren der russischen Seite bestimmte naturräumliche u. a. Gegebenheiten, wie z. B. Eisenbahnkapazitäten, ohnehin bekannt, weswegen sich der Aufmarsch Österreich-Ungarns in einem Kriegsfall in gewisser Weise ohnehin „vorausberechnen“ ließ. Nicht vergessen werden dürfe, dass mit Kriegsbeginn 1914 zum Teil ganz andere, sich zudem ständig ändernde politisch-militärische Faktoren zum Tragen kamen, sodass ein starres Festhalten an den von Redl gelieferten Informationen in der dann jeweils aktuellen Situation wenig hilfreich sein musste.

## Verfilmungen
- 1925: Oberst Redl – Regie Hans Otto Löwenstein, Darsteller: Robert Valberg
- 1931: Der Fall des Generalstabs-Oberst Redl, (D/ČSR) – Regie: Karl Anton, Darsteller: Theodor Loos, Lil Dagover, Otto Hartmann
- 1955: Spionage – Regie: Franz Antel, Darsteller: Ewald Balser, Oskar Werner, Rudolf Forster, Gerhard Riedmann, Attila Hörbiger, Ernst Waldbrunn; authentische Nacherzählung von Alfred Redls Spionagetätigkeit, Rekonstruktion der historischen und psychologischen Hintergründe des Geschehens
- 1974: Un bon patriote, (FR) – französischer TV-Film mit Pierre Vaneck als Alfred Redl, basierend auf John Osbornes Theaterstück A Patriot for me
- 1985: Oberst Redl, (D/HU/AT) – Regie: István Szabó, Darsteller: Klaus Maria Brandauer, Armin Mueller-Stahl, Gudrun Landgrebe; Oscar-nominierte Verfilmung des Spionagefalls

## Bühne
- Egon Erwin Kisch: Der Fall des Generalstabschefs Redl. Eine Tragikomödie in fünf Akten des k.u.k. Generalstabs. Premiere am 22. Januar 1924 im Rokoko-Theater Prag.[44]
- John Osborne: A Patriot for me (Ein Patriot für mich, Deutsche Übertragung von Maximilian Schell) Uraufführung: 1965, Royal Court Theater London; Deutsche Erstaufführung: 21. September 1966, Theater Bremen (Regie: Peter Zadek)

## Belletristik
- Andreas Pittler: Tinnef. Kriminalroman rund um die „Affäre Redl“. Echomedia, Wien 2011, ISBN 978-3-902672-35-3.
- Stefan Zweig hat in seinem Werk Die Welt von Gestern dem Fall Redl drei Seiten gewidmet (Kapitel „Glanz und Schatten über Europa“). Fischer-Taschenbuch, Frankfurt am Main 1991, ISBN 978-3-596-21152-4.
- Peter Dobai: Oberst Redl. Roman über die Donaumonarchie. Übers. von Dorothea Koriath. Aufbau Verlag, Berlin/Weimar 1991, ISBN 978-3-351-01682-1, Originalausgabe: A birodalom ezredese. Budapest 1991.
- Eric Walz: Schwule Schurken, Männerschwarm. Skript, Hamburg 2002, ISBN 3-935596-04-9.
- Egon Erwin Kisch: Pražský pitaval. (Prager Pitaval) Svoboda, Praha 1968, S. 112–149.
- Egon Erwin Kisch: Der Fall des Generalstabschefs Redl. Die Schmiede, Berlin 1924.

## Dokumentarfilm
- Fitzk Kaltis, Gerhard Jelinek: Leidenschaft und Verrat. Alfred Redl – der Jahrhundertspion. Erstsendung: 24. Mai 2013. Online[45]
- Andrea Morgenthaler: Der Jahrhundertspion Oberst Redl. Dokumente, die die Welt bewegen, 2016, Online, verfügbar bis 16. Juni 2022[46]